# John Newton
John Newton (24 tháng 7 năm 1725 – 21 tháng 12 năm 1807), là mục sư Anh giáo, trước đó là thuyền trưởng tàu buôn nô lệ. Ông cũng là tác giả nhiều ca khúc tôn giáo, trong đó có bài thánh ca rất được yêu thích Ân điển Diệu kỳ.

## Thiếu thời
John Newton, Jr. chào đời ở Wapping, Luân Đôn, Anh Quốc con trai của John Newton, Sr., một thuyền trưởng chuyên hoạt động trong vùng Địa Trung Hải, và Elizabeth Newton (nhũ danh Seatclife). John được mẹ giáo dưỡng trong đức tin Cơ Đốc, nhưng bà qua đời khi cậu mới lên sáu. Sau hai năm sống trong trường nội trú, John, lúc ấy 11 tuổi, bắt đầu đi biển với cha cho đến khi ông về hưu năm 1742. Cha của Newton lập kế hoạch đào tạo cậu trở nên một chủ nô tại một đồn điền ở Jamaica, nhưng đến năm 1743 cậu bị buộc phải gia nhập hải quân, Newton phục vụ trên chiến hạm HMS Harwich với cấp bậc chuẩn úy. Song cậu bị bắt giữ sau âm mưu đào ngũ và bị giáng cấp trở thành thủy thủ. Theo thỉnh cầu của Newton, cậu được đưa đến phục vụ trên một tàu buôn nô lệ trên đường đến Tây Phi, cuối cùng con tàu cập bến Sierra Leone. Newton làm việc cho một người buôn nô lệ và bị người này lạm dụng. Đó là thời kỳ mà theo hồi ức của Newton, cậu là một "kẻ bội giáo theo đuổi cuộc sống phóng đãng". Đầu năm 1748, Newton được một thuyền trưởng giải thoát do thân phụ của Newton đã nhờ ông tìm kiếm Newton trong các chuyến hải hành.

## Qui đạo
Năm 1748, Newton trở lại Anh Quốc trên Greyhound, một tàu buôn nô lệ hoạt động ở Đại Tây Dương; con tàu bị cuốn vào một cơn bão dữ và suýt bị nhấn chìm trong biển. Tỉnh giấc vào lúc nửa đêm, Newton bắt đầu cầu xin Chúa giải cứu khi nhận ra con tàu đang ngập nước. Newton xem đó là điểm khởi đầu cho trải nghiệm của ông đến với đức tin Cơ Đốc theo trào lưu Tin Lành. Đang khi trên đường về nhà, Newton khởi sự đọc Kinh Thánh cùng các tác phẩm tôn giáo; và khi sắp đến nước Anh, Newton quyết định chấp nhận Cơ Đốc giáo. Ngày 10 tháng 3 năm 1748, Newton bắt đầu một cuộc đời mới với quyết tâm từ bỏ những thói xấu như cờ bạc, say sưa và báng bổ, nhưng lại tiếp tục công việc buôn bán nô lệ. Về sau Newton thú nhận rằng dù có một khởi đầu tốt trong trải nghiệm tâm linh, ông chưa thật sự sống và thực hành đức tin Cơ Đốc. "Lúc ấy khó có thể xem tôi là một tín hữu Cơ Đốc theo ý nghĩa chân chính của thuật từ này, chỉ mãi về sau tôi mới thật sự thay đổi".
Do sự thuyết phục của John Mannestay, một người bạn của cha cậu, Newton nhận một vị trí trên Brownlow, một tàu buôn nô lệ trên lộ trình đến Tây Ấn qua bờ biển Guinea. Khi tàu đi ngang vùng biển Tây Phi (1748-49), Newton nhận ra sự bất xứng trong đời sống tâm linh của mình. Về sau Newton thuật lại rằng trải nghiệm này mới là sự qui đạo chân thật và là ngã rẽ quyết định trong đời sống tâm linh của ông, và đó là lần đầu tiên ông nhận biết sự phục hòa trọn vẹn với Thiên Chúa.
Nhưng mãi đến năm 1754, sau một cơn bạo bệnh, Newton mới hoàn toàn từ bỏ các chuyến hải hành và các hoạt động buôn bán nô lệ, bắt đầu viết một luận văn đả kích tệ nạn này trong nỗ lực hỗ trợ các hoạt động bãi nô của William Wilberforce.

## Mục sư Anh giáo

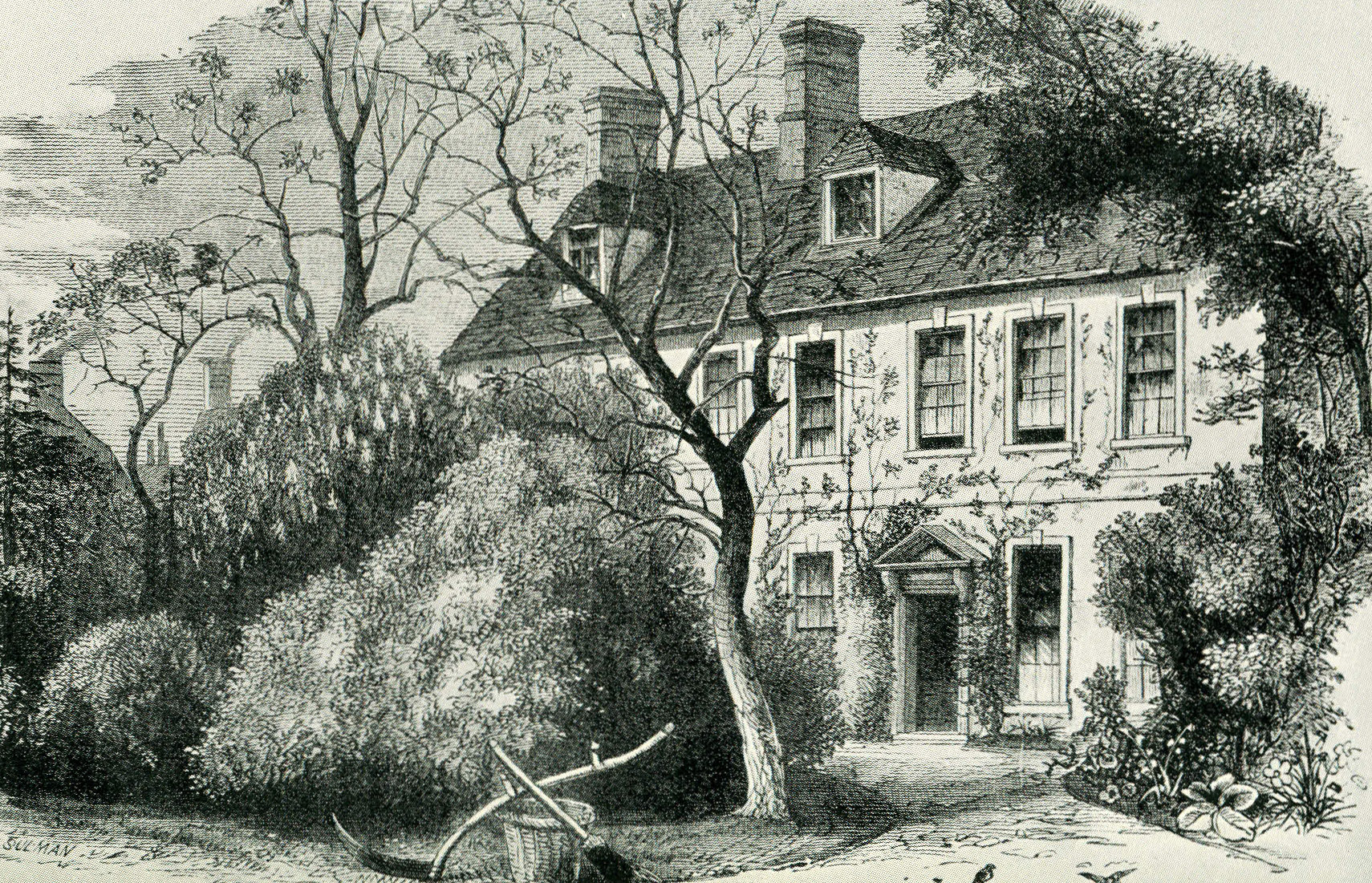
Tư thất Mục sư ở Olney; tại đây Newton viết Ân điển diệu kỳ.

Năm 1755, Newton nhận làm công việc khảo sát thủy triều tại cảng Liverpool, và bắt đầu học Hi văn, tiếng Hebrew và tiếng Aram (Syriac), và được nhiều người biết tiếng trong cương vị một truyền đạo tình nguyện. Trong thời gian này, Newton có cơ hội gặp George Whitefield, nhà thuyết giáo có nhiều ảnh hưởng trong Phong trào Giám Lý, và John Wesley, nhà sáng lập phong trào này.
Đến năm 1764, Newton được Lord Dartmouth tiến cử với Giám mục thành Chester và được cử đến quản nhiệm giáo xứ Olney, Buckinghamshire. Ngày 29 tháng 4 năm 1764, Newton nhận chức chấp sự (phó tế), và được phong chức mục sư vào ngày 17 tháng 6 trong năm. Trong mười sáu năm sống tại Olney, Newton hoạt động tích cực chăm sóc người nghèo và thiết lập mối quan hệ tốt với những mục sư thuộc các giáo phái khác nhau. Ông cũng nổi tiếng với khả năng thuyết giảng, thu hút nhiều người tìm đến nghe ông thuyết giáo đến nỗi nhà thờ phải mở rộng lễ đường cho đủ chỗ ngồi.
Năm 1772, khi Thomas Scott đến đảm nhận chức vụ quản nhiệm cho hai giáo xứ kế cận, Stoke Goldington và Weston Underwood, Newton đã giúp thay đổi quan điểm của Scott từ việc nhìn xem mục sư chỉ là một chức nghiệp bình thường đến những trải nghiệm tâm linh biến Scott trở thành một Cơ Đốc nhân chân chính với nhận thức đầy đủ về ơn gọi, những điều này được Scott thuật lại trong quyển hồi ký "The Force Of Truth" (năm 1779). Về sau, Thomas Scott trở nên nhà luận giải Kinh Thánh có nhiều ảnh hưởng và là người đồng sáng lập Hội Truyền giáo Hội thánh. 
Năm 1779, Newton được mời đến quản nhiệm Nhà thờ St Mary Woolnoth, đường Lombard, Luân Đôn, và ở tại đây cho đến khi từ trần. Là một trong hai nhà thuyết giáo theo khuynh hướng Tin Lành trong thành phố, chẳng bao lâu Newton trở nên một tên tuổi được yêu thích trong cộng đồng Tin Lành đang phát triển ở đây. Ông là người kiên trung ủng hộ nhóm Tin Lành trong Giáo hội Anh, và duy trì mối quan hệ thân hữu với các mục sư không thuộc quốc giáo.
Nhiều người tìm gặp Newton để xin ông tư vấn về các vấn đề liên quan đến đức tin và đời sống tâm linh, trong đó có nhà từ thiện Hannah More, và một nghị sĩ trẻ tuổi, William Wilberforce, mới vừa trải qua một cuộc khủng hoảng tâm linh, đến với đức tin Cơ Đốc, và đang tính đến việc từ bỏ sự nghiệp chính trị. Song, sau khi nghe lời khuyên của Newton và William Pitt, Wilberforce quyết định ở lại và sử dụng chính trường để thể hiện các giá trị Cơ Đốc với "bầu nhiệt huyết và lòng chính trực". Trong suốt hai mươi năm, Wilberforce kiên trì theo đuổi và thành công trong nỗ lực vận động Quốc hội Anh thông qua dự luật bãi nô trên toàn lãnh thổ Đế chế Anh.

## Sáng tác
Năm 1767, nhà thơ William Cowper đến sống tại Olney. Cowper đến thờ phượng tại nhà thờ của Newton và cộng tác với ông trong việc sáng tác các ca khúc tôn giáo. Năm 1779, hai người cho xuất bản tuyển tập Thánh ca Olney, tạo được ảnh hưởng lớn trong nền âm nhạc Cơ Đốc tại Anh, trong đó có bài thánh ca rất được yêu thích "Ân điển Diệu kỳ".
Ngày 21 tháng 12 năm 1807, John Newton từ trần, được an táng bên cạnh vợ, Mary Catlett Newton, tại St. Mary Woolnoth. Năm 1893, hai người được cải táng đến Olney.